# Pustînka, Liuboml
Pustînka (în ucraineană Пу́стинка) este un sat în comuna Ladîn din raionul Liuboml, regiunea Volînia, Ucraina.

## Demografie
Componența lingvistică a localității Pustînka
     Ucraineană (100%)
Conform recensământului din 2001, toată populația localității Pustînka era vorbitoare de ucraineană (100%).